# Тун унд Гогенштайн, Леопольд Леонард Раймунд фон
Граф Леопольд Леонард Раймунд фон Тун унд Гогенштайн (нем. Leopold Leonhard Raymund von Thun und Hohenstein; 17 июля 1748, Дечин — 22 октября 1826, Прага, Австрийская империя) — австрийский религиозный деятель, епископ Пассау, последний носивший титул князь-епископ.

## Биография

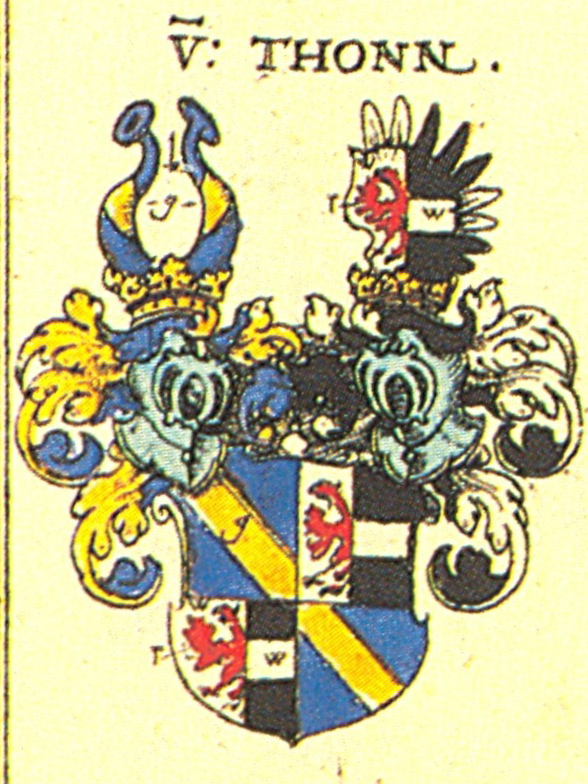
Герб Леопольда Леонарда Раймунда фон Тун унд Гогенштайна

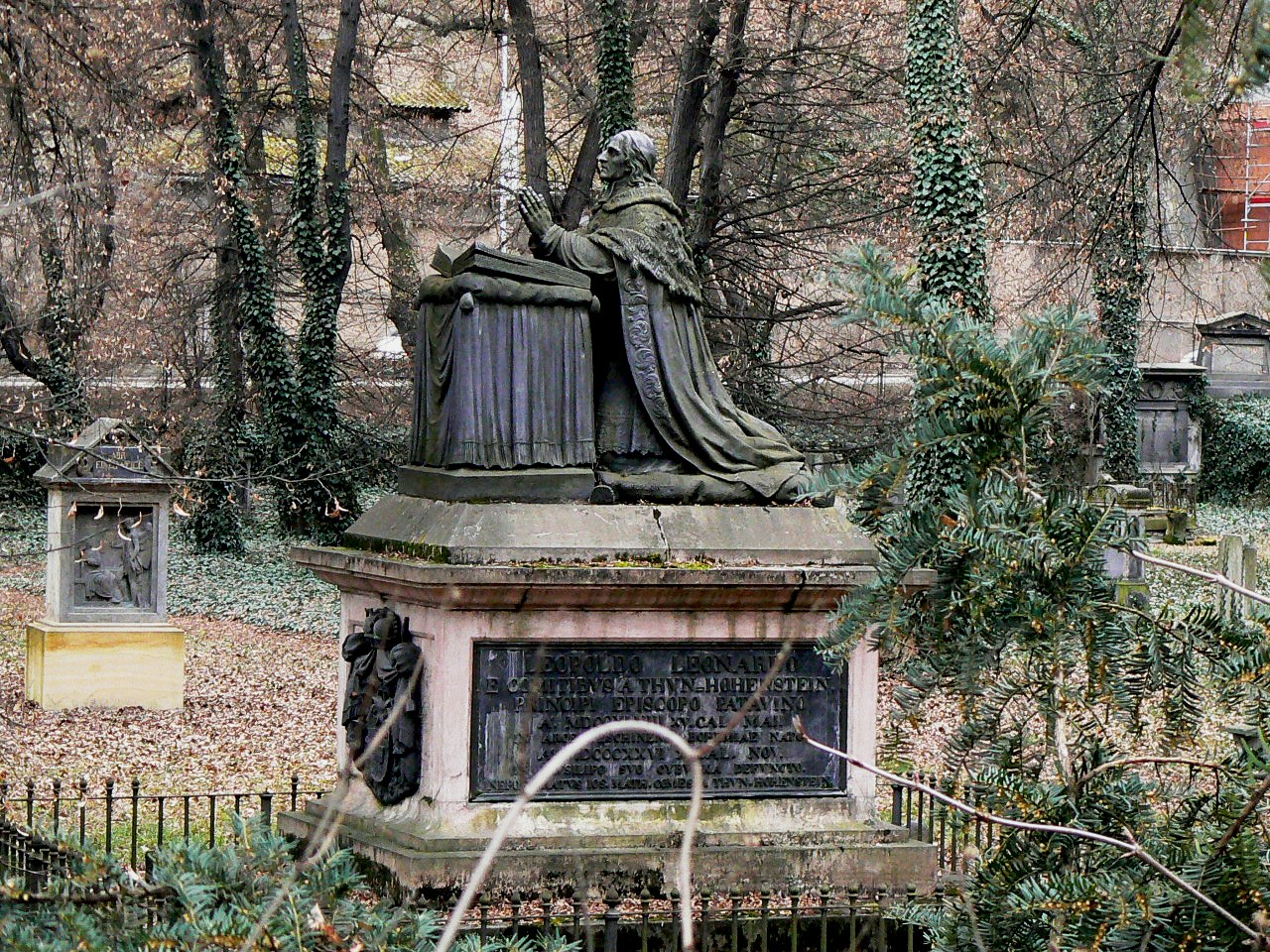
Надгробие Леопольда Леонарда Раймунда фон Тун унд Гогенштайна на Малостранском кладбище в Праге

Был самым младшим из двенадцати детей от первого брака австрийского графа Иоганна Йозефа фон Тун унд Гогенштейна и графини Марии Кристианы Гогенцоллерн-Гехинген. Семья владела многочисленными богатствами и недвижимостью, несколькими замками в Чехии и Моравии.
В 1768 году стал каноником Пассау, в сентябре 1771 в Литомержице был рукоположен. С 1787 году — каноник кафедрального собора в Пассау, в 1795 году — духовник кафедрального собора святого Стефана там же, с мая 1796 года — генеральный викарий, исполняющий функции вспомогательного епископа.
После смерти своего родственника, князя-епископа Иоганна Томаса графа фон Тун унд Гогенштейна, в декабре 1796 был избран его преемником. Утверждён Папой римским 24 июля 1797 г.
Когда в феврале 1803 епископство Пассау было секуляризовано и лишено светской власти, часть епископства отошла к князю-электору Баварии, а наибольшая, восточная часть — к великому герцогу Тосканскому, ставшему курфюрстом Зальцбургским. Леопольд Леонард Раймунд фон Тун унд Гогенштайн не принял перемен, вступил в спор баварскими властями, оставил Пассау и никогда больше туда не возвращался. Апостольская столица не приняла его отставки, поэтому он оставался формально епископом Пассау до своей смерти 22 октября 1826).
Последние годы жизни провёл в родовом замке Цыбулька.
Похоронен на Малостранском кладбище в Праге.